# Rugbi a 7 als Jocs Panamericans de 2011

Rugbi a 7.

La competició de rugbi a 7 dels Jocs Panamericans de 2011 es va jugar a Guadalajara des del 29 al 30 d'octubre de 2011 a l'Estadi Tlaquepaque, de construcció recent recentment amb una capacitat màxima de 1.300 persones. El rugbi a set és un dels dos únics esports que només disputen els homes als Jocs Panamericans de 2011. L'altre és el beisbol.
Els cinc equips amb una puntuació més alta van classificar directament, al costat de l'amfitrió Mèxic i dels campions d'Amèrica del Sud i d'Amèrica del Nord.
| Event                                   | Data                    | Seu             | Places | Classificat(s)                                     |
| --------------------------------------- | ----------------------- | --------------- | ------ | -------------------------------------------------- |
| País amfitrió                           | –                       | –               | 1      | Mèxic                                              |
| Classificats per rànking.               |                         |                 | 5      | Argentina · Canadà · Estats Units · Uruguai · Xile |
| Torneig masculí de Rugbi a 7 NACRA 2010 | 29–30 de juliol de 2010 | Georgetown      | 1      | Guyana                                             |
| Torneig de Rugbi a 7 CONSUR 2011        | 5-6 de febrer de 2011   | Bento Gonçalves | 1      | Brasil                                             |
| TOTAL                                   |                         |                 | 8      |                                                    |

## Fase de grups

### Grup A
| Equip     | J | G | E | P | PF | PC | Dif | Pts |
| --------- | - | - | - | - | -- | -- | --- | --- |
| Argentina |   |   |   |   |    |    |     |     |
| Uruguai   |   |   |   |   |    |    |     |     |
| Guyana    |   |   |   |   |    |    |     |     |
| Mèxic     |   |   |   |   |    |    |     |     |

| Argentina | 26 - 5 | Mèxic |
| --------- | ------ | ----- |
|           |        |       |

 Estadi Tlaquepaque, Guadalajara
| Uruguai | 20 - 0 | Guyana |
| ------- | ------ | ------ |
|         |        |        |

 Estadi Tlaquepaque, Guadalajara
| Argentina | 40 - 0 | Guyana |
| --------- | ------ | ------ |
|           |        |        |

 Estadi Tlaquepaque, Guadalajara        
| Uruguai | 22 - 0 | Mèxic |
| ------- | ------ | ----- |
|         |        |       |

 Estadi Tlaquepaque, Guadalajara        
| Argentina | 26 - 10 | Uruguai |
| --------- | ------- | ------- |
|           |         |         |

 Estadi Tlaquepaque, Guadalajara        
| Guyana | 12 - 5 | Mèxic |
| ------ | ------ | ----- |
|        |        |       |

 Estadi Tlaquepaque, Guadalajara        

### Grup B
| Equip        | J | G | E | P | PF | PC | Dif | Pts |
| ------------ | - | - | - | - | -- | -- | --- | --- |
| Canadà       |   |   |   |   |    |    |     |     |
| Estats Units |   |   |   |   |    |    |     |     |
| Brasil       |   |   |   |   |    |    |     |     |
| Xile         |   |   |   |   |    |    |     |     |

| Estats Units | 14 - 7 | Xile |
| ------------ | ------ | ---- |
|              |        |      |

 Estadi Tlaquepaque, Guadalajara        
| Canadà | 45 - 0 | Brasil |
| ------ | ------ | ------ |
|        |        |        |

 Estadi Tlaquepaque, Guadalajara        
| Estats Units | 19 - 19 | Brasil |
| ------------ | ------- | ------ |
|              |         |        |

 Estadi Tlaquepaque, Guadalajara        
| Canadà | 35 - 7 | Xile |
| ------ | ------ | ---- |
|        |        |      |

 Estadi Tlaquepaque, Guadalajara        
| Estats Units | 21 - 29 | Canadà |
| ------------ | ------- | ------ |
|              |         |        |

 Estadi Tlaquepaque, Guadalajara        
| Brasil | 14 - 7 | Xile |
| ------ | ------ | ---- |
|        |        |      |

 Estadi Tlaquepaque, Guadalajara        

## Segona fase
|  | Quarts de final                   | Quarts de final                   |                                   |              | Semifinals  | Semifinals  |  |  | Final                             | Final |
|  |                                   |                                   |                                   |              |             |             |  |  |                                   |       |
|  | Guadalajara, 30 d'octubre (09:30) |                                   |                                   |              |             |             |  |  |                                   |       |
|  |                                   |                                   |                                   |              |             |             |  |  |                                   |       |
|  | Argentina                         | 21                                |                                   |              |             |             |  |  |                                   |       |
|  | Argentina                         | 21                                | Guadalajara, 30 d'octubre (12:30) |              |             |             |  |  |                                   |       |
|  | Xile                              | 5                                 |                                   |              |             |             |  |  |                                   |       |
|  | Xile                              | 5                                 | Argentina                         | 17           |             |             |  |  |                                   |       |
|  | Guadalajara, 30 d'octubre (09:55) |                                   | Argentina                         | 17           |             |             |  |  |                                   |       |
|  |                                   | Uruguai                           | 5                                 |              |             |             |  |  |                                   |       |
|  | Brasil                            | Uruguai                           | 5                                 | 0            |             |             |  |  |                                   |       |
|  | Brasil                            |                                   | Guadalajara, 30 d'octubre (15:30) | 0            |             |             |  |  |                                   |       |
|  | Uruguai                           | 7                                 |                                   |              |             |             |  |  |                                   |       |
|  | Uruguai                           | 7                                 | Argentina                         | 24           |             |             |  |  |                                   |       |
|  | Guadalajara, 30 d'octubre (10:20) |                                   | Argentina                         | 24           |             |             |  |  |                                   |       |
|  |                                   | Canadà                            | 26                                |              |             |             |  |  |                                   |       |
|  | Guyana                            | Canadà                            | 26                                | 12           |             |             |  |  |                                   |       |
|  | Guyana                            | Guadalajara, 30 d'octubre (12:55) |                                   | 12           |             |             |  |  |                                   |       |
|  | Estats Units                      | 24                                |                                   |              |             |             |  |  |                                   |       |
|  | Estats Units                      | 24                                | Estats Units                      | 19           | Tercer lloc | Tercer lloc |  |  |                                   |       |
|  | Guadalajara, 30 d'octubre (10:45) |                                   | Estats Units                      | 19           | Tercer lloc | Tercer lloc |  |  |                                   |       |
|  |                                   | Canadà                            | 21                                |              |             |             |  |  |                                   |       |
|  | Canadà                            | Canadà                            | 21                                | 45           | Uruguai     | 17          |  |  |                                   |       |
|  | Canadà                            |                                   |                                   | 45           | Uruguai     | 17          |  |  |                                   |       |
|  | Mèxic                             | 0                                 |                                   | Estats Units | 19          |             |  |  |                                   |       |
|  | Mèxic                             | 0                                 |                                   |              | 19          |             |  |  |                                   |       |
|  |                                   |                                   |                                   |              |             |             |  |  | Guadalajara, 30 d'octubre (15:00) |       |
|  |                                   |                                   |                                   |              |             |             |  |  |                                   |       |

| Jocs Panamericans 2011 |
| ---------------------- |
| Canadà                 |
| Canadà Primer títol    |

## Medaller
| Posició           | Equip        | Punts     |
| ----------------- | ------------ | --------- |
| Medalla d'or      | Canadà       | 6 – 0 – 0 |
| Medalla de plata  | Argentina    | 5 – 0 – 1 |
| Medalla de bronze | Estats Units | 3 – 1 – 2 |
| 4                 | Uruguai      | 3 – 0 – 3 |
| 5                 | Xile         | 2 – 0 – 4 |
| 6                 | Mèxic        | 1 – 0 – 5 |
| 7                 | Brasil       | 2 – 1 – 3 |
| 8                 | Guyana       | 1 – 0 – 5 |